# Pavetta membranifolia
Pavetta membranifolia là một loài thực vật có hoa trong họ Thiến thảo. Loài này được K.Krause mô tả khoa học đầu tiên năm 1917.